# Supreme Ruler: Cold War
 (срп. Врховни владар: Хлади рат) је глобална стратешка рачунарска игра коју је развила компанија Paradox Interactive и BattleGoat Studios. Игра је наставак истоименог серијала Supreme Ruler, а радња игре је смештена у период Хладног рата.
Игра је пуштена у продају 2011. године.

## Радња
Радња игре почиње 1949. године, и траје све до почетка 90-их година. Игра је фокусирана на сукобу између САД и Совјетског Савеза, међутим играч може да управља са било којом државом која је постојала у том периоду.
Играч може контролисати све што се дешава у држави, или контролу потпуно или делимично препустити министарствима односно рачунару.
Играч може развијати инфраструктуру, индустрију, пољопривреду, рударство, истраживачки и свемирски програм, алтернативне начине за добијање енергије и оружја за масовно уништење. Игра је углавном фокусирана на развоју војске и војних технологија, али има и релативно сложен економски аспект, где је могуће контролисати где одлази новац из буџета државе као и порезе и улагања. Снага државе у игри се осим у војном смислу огледа и у бруто друштвеном производу.
Осим војно у игри се може победити и ширењем утицаја међу осталим државама као и свемирским програмом.